# 吕茨坎彭
吕茨坎彭是德国莱茵兰-普法尔茨州的一个市镇。总面积10.98平方公里，总人口363人，其中男性175人，女性188人（2011年12月31日），人口密度33人/平方公里。